# عروسک (فیلم ۲۰۰۸)
«عروسک» (انگلیسی: The Doll (2008 film)) یک فیلم است که در سال ۲۰۰۸ منتشر شد.